# Monte Francis
Il Monte Francis (in lingua inglese: Mount Francis) è una massiccia montagna antartica, dall'aspetto di una dorsale, alta 2.610 m, che si affaccia da nord sul Ghiacciaio Tucker, situata tra il Ghiacciaio Tyler e il Ghiacciaio Staircase, nei Monti dell'Ammiragliato, in Antartide. 
Il monte è stato mappato dall' United States Geological Survey (USGS) sulla base di rilevazioni e foto aeree scattate dalla U.S. Navy nel periodo 1960-62.
La denominazione è stata assegnata dall' Advisory Committee on Antarctic Names (US-ACAN) in onore di Henry S. Francis, Jr., direttore dell'International Cooperation and Information Program presso l'Ufficio dei Programmi Antartici della National Science Foundation. Francis trascorse l'inverno del 1958 presso la Stazione Little America V e si recò in Antartide anche in altre stagioni di indagini.